# Cloeon schoenemundi
Cloeon schoenemundi är en dagsländeart som beskrevs av Simon Bengtsson 1936. Cloeon schoenemundi ingår i släktet Cloeon, och familjen ådagsländor. Enligt den svenska rödlistan är arten sårbar i Sverige. Arten förekommer på Gotland och Svealand. Artens livsmiljö är sjöar och vattendrag, våtmarker, jordbrukslandskap.